# Аліція Павлак
Аліція Павлак (пол. Alicja Pawlak; нар. 13 жовтня 1983, Польща) — польська футболістка, захисниця.

## Життєпис
Гравцчиня АЗСу (Вроцлав) (до 2010), з яким у 2001-2007 роках сім разів вигравала чемпіонат Польщі, тричі Кубок Польщі (2002/2003, 2003/2004, 2006/2007) та одного разу виходила до фіналу (2001/02). Вона провела 24 поєдинки в перших шести розіграшах жіночого Кубка УЄФА, відзначилася 3-ма голами. З весняної частини сезону 2010/11 років виступала в «Унії» (Ратибор).
У молодіжній збірній Польщі (WU-18) провела 25 поєдинків. У футболці національної збірної Польщі дебютувала 17 березня 2005 року, загалом провела 9 матчів. Учасниця кваліфікації чемпіонату світу 2007 року.